# عذم عملاق
العذم العملاق  (باللاتينية: Stipa gigantea) نوع نباتي يتبع جنس العذم من الفصيلة النجيلية.

## الموئل والانتشار
موطنه المغرب العربي وإسبانيا والبرتغال.